# Grecja na Letnich Igrzyskach Olimpijskich 1952
Grecję na Letnich Igrzyskach Olimpijskich 1952 w Helsinkach reprezentowało 48 zawodników: 48 mężczyzn i ani jednej kobiety. Był to 12. start reprezentacji Grecji na letnich igrzyskach olimpijskich.
Najmłodszym greckim zawodnikiem na tych igrzyskach był 19-letni lekkoatleta, Vasilios Sakellarakis, natomiast najstarszym 39-letni wioślarz, Grigorios Emmanouil. Chorążym reprezentacji podczas ceremonii otwarcia był lekkoatleta Nikolaos Syllas.

## Zdobyte medale
Greccy zawodnicy podczas tej edycji igrzysk olimpijskich nie zdobyli żadnego medalu.